# صموئيل بينتون
صموئيل بينتون (بالإنجليزية: Samuel Benton)‏ هو عسكري أمريكي، ولد في 18 أكتوبر 1820 في مقاطعة ويليامسون في الولايات المتحدة، وتوفي في 28 يوليو 1864 في غريفين في الولايات المتحدة.